# Хрисопелија
Хрисопелија или Хрисопелеја је у грчкој митологији била нимфа.

## Митологија
Била је Хамадријада из Аркадије, која се била удала за Аркада, епонимног хероја те области. Према Аполодору, са њим је имала синове Елата и Афида. Њени родитељи нигде нису наведени. Када је Аркад био у лову, приметио је да је нимфа у опасности, јер је бујица са планине кренула да уништи дрво храста које је насељавала. Зато је Аркад скренуо ток бујице и осигурао дрво уз помоћ бране. Хрисопелија је можда иста личност као и Ерато, дријада са пророчким моћима, такође Аркадова супруга, а коју је помињао Паусанија. На то указује њено име, изведено од грчке речи peleia, што значи „голубица“ (пуно значење њеног имена је „златна голубица“), која је често била део имена женских пророка, попут Пелида из Додоне.

## Занимљивости
По имену Хрисопелије дата су научна имена двама родовима животиња: једном роду мољаца (Chrysopeleia) и једном роду змија (Chrysopelea).